# Kinberg (Scheidegg)
Kinberg (westallgäuerisch: Khibərg) ist ein Gemeindeteil des Markts Scheidegg im bayerisch-schwäbischen Landkreis Lindau (Bodensee). Um Verwechslungen mit dem Nahen (West-)Kinberg in der Gemeinde Niederstaufen zu vermeiden, wird der Ort oftmals als Ostkinberg bezeichnet.

## Geographie
Das Dorf liegt circa 1,5 Kilometer nördlich des Hauptorts Scheidegg und zählt zur Region Westallgäu. Westlich des Orts liegen das gleichnamige Kinberg und Lötz. Die Ortschaft liegt unmittelbar am Naturschutzgebiet Rohrachschlucht und der Bundesstraße 308 (Queralpenstraße).

## Ortsname
Der Ortsname leitet sich vom mittelhochdeutschen Wort kien für Kiefer ab und bedeutet Berg mit Kiefern.

## Geschichte
Kinberg wurde erstmals urkundlich im Jahr 1290 als Chienberg erwähnt. 1698 wurde die nahe Wendelinskapelle in Westkinberg, heute Gemeinde Sigmarszell, erbaut. 1771 fand die Vereinödung in Kinberg mit neun Teilnehmern statt. 1965 errichtete die Arbeitskammer des Saarlandes ein, inzwischen nicht mehr genutztes, Feriendorf für Familien.